# Еш-Гроув (Міссурі)
Еш-Гроув (англ. Ash Grove) — місто (англ. city) в США, в окрузі Грін штату Міссурі. Населення — 1512 особи (2020).

## Географія
Еш-Гроув розташований за координатами 37°19′4″ пн. ш. 93°34′52″ зх. д. / 37.31778° пн. ш. 93.58111° зх. д. (37.317742, -93.581165).  За даними Бюро перепису населення США в 2010 році місто мало площу 3,15 км², уся площа — суходіл.

## Демографія
Згідно з переписом 2010 року, у місті мешкали 1472 особи в 584 домогосподарствах у складі 379 родин. Густота населення становила 468 осіб/км².  Було 661 помешкання (210/км²).
Расовий склад населення:
| - 97,4 % — білих - 0,6 % — корінних американців - 0,1 % — чорних або афроамериканців - 0,1 % — азіатів |

До двох чи більше рас належало 1,6 %. Частка іспаномовних становила 1,8 % від усіх жителів.
За віковим діапазоном населення розподілялося таким чином: 24,3 % — особи молодші 18 років, 55,5 % — особи у віці 18—64 років, 20,2 % — особи у віці 65 років та старші. Медіана віку мешканця становила 41,5 року. На 100 осіб жіночої статі у місті припадало 88,0 чоловіків;  на 100 жінок у віці від 18 років та старших — 78,1 чоловіків також старших 18 років.
Середній дохід на одне домашнє господарство  становив 42 512 долари США (медіана — 36 034), а середній дохід на одну сім'ю — 47 221 долар (медіана — 39 063). За межею бідності перебувало 22,5 % осіб, у тому числі 35,9 % дітей у віці до 18 років та 11,6 % осіб у віці 65 років та старших.
Цивільне працевлаштоване населення становило 595 осіб. Основні галузі зайнятості: освіта, охорона здоров'я та соціальна допомога — 28,6 %, роздрібна торгівля — 14,6 %, виробництво — 13,1 %.